# 兴化魏氏
兴化魏氏一族出自浙江湖州乌程县，一世祖魏觉明有四子，第四子曰均实，元末入赘兴化城西草王庄缪氏，为始迁祖。自魏应嘉后成兴化望族，号为“兴化八大家”之一。

## 居住地及田舍
魏应嘉乞休归里后居兴化城隍庙东，称“魏府”（在2001年被拆除，故址今兴化城区金星花园小区）。居家30年精修理学而终，葬于得胜湖畔其父墓旁。魏府管家荡朱人朱某代为守墓，穷其一生。由此，应嘉墓始称朱家舍，后改称“魏家舍”。魏家后代卒后大多葬于魏家舍祖坟地。

## 著名人物
- 魏应嘉
- 魏曰祁
- 魏曰郁
- 魏周琬
- 魏隽

## 家谱
《兴化魏氏族谱》，八卷，(清)魏寿金纂修，清咸丰6年(1856)成书。卷一谱序、世系通纪，卷二至四实录，卷五纶章、传，卷六、七赠言、碑记、墓志、赞、诗、跋、书、疏，卷八义合谱、续谱、同姓附考谱。有张楷、高谷等题赠言。